# Вісьнево (Ельблонзький повіт)
Вісьнево (пол. Wiśniewo, нім. Augustwalde) — село в Польщі, у гміні Маркуси Ельблонзького повіту Вармінсько-Мазурського воєводства.
Населення — 275 осіб (2011).
У 1975-1998 роках село належало до Ельблонзького воєводства.

## Демографія
Демографічна структура станом на 31 березня 2011 року:
|          | Загалом | Допрацездатний вік | Працездатний вік | Постпрацездатний вік |
| -------- | ------- | ------------------ | ---------------- | -------------------- |
| Чоловіки | 139     | 42                 | 86               | 11                   |
| Жінки    | 136     | 35                 | 75               | 26                   |
| Разом    | 275     | 77                 | 161              | 37                   |